# Verheven distelmollisia
De verheven distelmollisia (Mollisia cirsiicola) is een schimmel behorend tot de familie Mollisiaceae. Hij leeft saprotroof op overjarige stengels van akkerdistel (Cirsium arvense).

## Verspreiding
In Nederland komt de verheven distelmollisia zeer zeldzaam voor. 